# 鲤鱼嘴遗址
24°16′55″N 109°24′27″E / 24.28194°N 109.40750°E
鲤鱼嘴遗址位于中国广西壮族自治区柳州市鱼峰区龙潭公园内，是一处新石器时代贝丘遗址，2006年被列为第六批全国重点文物保护单位。
1980年1月，柳州博物馆和桂林市文管会工作人员调查雷山摩崖石刻时，在大龙潭东北约10余米的龙潭山南侧名为鲤鱼嘴的山脚岩厦处，发现有很多螺蛳壳堆积及少量夹砂陶片，证实为一处新石器时代贝丘遗址，同年10月至11月对该遗址进行了发掘。
遗址出土大龙潭人骨，属中石器时代，距今约12000-7000年，其它文化层分别属新石器时代早至晚期，为两个叠压的文化堆积，年代距今7000年左右。
- 中间为龙潭山
- 鲤鱼嘴遗址在龙潭山南侧的山脚岩厦处
- 遗址现场已建棚保护
- 遗址现场
- 遗址现场
- 大龙潭人2号头骨化石，藏于柳州博物馆